# Saint-Aubin-sur-Gaillon
Saint-Aubin-sur-Gaillon es una localidad y comuna francesa situada en la región de Alta Normandía, departamento de Eure, en el distrito de Les Andelys y cantón de Gaillon-Campagne.

## Demografía
| 654 | 662 | 888 | 1135 | 1249 | 1403 |
| Para los censos de 1962 a 1999 la población legal corresponde a la población sin duplicidades (Fuente: INSEE [Consultar]) |     |     |      |      |      |

## Administración

### Entidades intercomunales
Saint-Aubin-sur-Gaillon está integrada en la Communauté de communes Eure-Madrie-Seine . Además forma parte del sindicato intercomunal Syndicat de l'électricité et du gaz de l'Eure (SIEGE) , que gestiona el suministro de gas, energñia eléctrica y alumbrado público.

### Riesgos
La prefectura del departamento de Eure incluye la comuna en la previsión de riesgos mayores  por:
- Periodos de sequía.
- Riesgos derivados del transporte de mercancías peligrosas.
- Riesgos derivados de actividades industriales.